# Campeonato Brasileiro Série A 2020
Il Campeonato Brasileiro Série A 2020 (in italiano Campionato Brasiliano Serie A 2020) è stata la 50ª edizione del Série A, massimo livello del campionato brasiliano.

## Stagione

### Formula
Girone all'italiana con partite di andata e ritorno. Vince il campionato la squadra che totalizza più punti, retrocedono in Série B le ultime 4 classificate. In caso di arrivo a pari punti tra due o più squadre, per determinarne l'ordine in classifica sono utilizzati, nell'ordine, i seguenti criteri:
1. Maggior numero di vittorie;
2. Miglior differenza reti;
3. Maggior numero di gol segnati;
4. Confronto diretto (solo nel caso di arrivo a pari punti di due squadre);
5. Minor numero di espulsioni;
6. Minor numero di ammonizioni;
7. Sorteggio.

## Squadre partecipanti
| Squadra          | Stagione | Città             | Stadio                        | Stagione precedente |
| ---------------- | -------- | ----------------- | ----------------------------- | ------------------- |
| Atl. Goianiense  |          | Goiânia           | Serra Dourada                 | 4º in Série B       |
| Atlético Mineiro |          | Belo Horizonte    | Independência                 | 13º in Série A      |
| Athl. Paranaense |          | Curitiba          | Arena da Baixada              | 5º in Série A       |
| Bahia            |          | Salvador          | Arena Fonte Nova              | 11º in Série A      |
| Botafogo         |          | Rio de Janeiro    | Stadio Olimpico Nilton Santos | 15º in Série A      |
| Ceará            |          | Fortaleza         | Castelão                      | 16º in Série A      |
| Corinthians      | dettagli | San Paolo         | Arena Corinthians             | 8º in Série A       |
| Coritiba         |          | Curitiba          | Major Antônio Couto Pereira   | 3º in Série B       |
| Flamengo         |          | Rio de Janeiro    | Stadio Maracanã               | 1º in Série A       |
| Fluminense       |          | Rio de Janeiro    | Stadio Maracanã               | 14º in Série A      |
| Fortaleza        |          | Fortaleza         | Castelão                      | 9º in Série A       |
| Goiás            |          | Goiânia           | Estádio da Serrinha           | 10º in Série A      |
| Grêmio           |          | Porto Alegre      | Arena do Grêmio               | 4º in Série A       |
| Internacional    |          | Porto Alegre      | Estádio Beira-Rio             | 7º in Série A       |
| Palmeiras        |          | San Paolo         | Allianz Parque                | 3º in Série A       |
| RB Bragantino    | dettagli | Bragança Paulista | Nabi Abi Chedid               | 1º in Série B       |
| San Paolo        |          | San Paolo         | Stadio Morumbi                | 6º in Série A       |
| Santos           |          | Santos            | Vila Belmiro                  | 2º in Série A       |
| Sport Recife     |          | Recife            | Ilha do Retiro                | 2º in Série B       |
| Vasco da Gama    |          | Rio de Janeiro    | Estádio São Januário          | 12º in Série A      |

## Allenatori
| Squadra          | Allenatore |
| ---------------- | --- |
| Athl. Paranaense | - Dorival Júnior - Eduardo Barros - Paulo Autuori                                                                                 |
| Atl. Goianiense  | - Vágner Mancini - Eduardo Souza - Marcelo Cabo                                                                                   |
| Atlético Mineiro | - Jorge Sampaoli |
| Bahia            | - Roger Machado - Cláudio Prates - Mano Menezes - Dado Cavalcanti                                                                 |
| Botafogo         | - Paulo Autuori - Bruno Lazaroni - Flávio Tênius - Ramón Díaz - Eduardo Barroca - Lúcio Flávio                                    |
| Ceará            | - Guto Ferreira |
| Corinthians      | - Tiago Nunes - Dyego Coelho - Vágner Mancini                                                                                     |
| Coritiba         | - Eduardo Barroca - Mozart - Eduardo Barroca - Mozart - Jorginho - Pachequinho - Rodrigo Santana - Pachequinho - Gustavo Morínigo |
| Flamengo         | - Domènec Torrent - Rogério Ceni                                                                                                  |
| Fluminense       | - Odair Hellmann - Marcão |
| Fortaleza        | - Rogério Ceni - Marcelo Chamusca - Enderson Moreira                                                                              |
| Goiás            | - Ney Franco - Glauber Ramos - Thiago Larghi - Enderson Moreira - Augusto César & Glauber Ramos                                   |
| Grêmio           | - Renato Gaucho |
| Internacional    | - Eduardo Coudet - Abel Braga |
| Palmeiras        | - Vanderlei Luxemburgo - Andrey Lopes - Abel Ferreira                                                                             |
| RB Bragantino    | - Felipe Conceição - Maurício Barbieri                                                                                            |
| Santos           | - Cuca - Marcelo Fernandes |
| San Paolo        | - Fernando Diniz - Marcos Vizolli                                                                                                 |
| Sport Recife     | - Daniel Paulista - Jair Ventura                                                                                                  |
| Vasco da Gama    | - Ramon Menezes - Ricardo Sá Pinto - Vanderlei Luxemburgo                                                                         |

## Classifica finale
|  | Pos. | Squadra          | Pt | G  | V  | N  | P  | GF | GS | DR  |
|  | ---- | ---------------- | -- | -- | -- | -- | -- | -- | -- | --- |
|  | 1.   | Flamengo         | 71 | 38 | 21 | 8  | 9  | 68 | 48 | +20 |
|  | 2.   | Internacional    | 70 | 38 | 20 | 10 | 8  | 61 | 35 | +26 |
|  | 3.   | Atlético Mineiro | 68 | 38 | 20 | 8  | 10 | 64 | 45 | +19 |
|  | 4.   | San Paolo        | 66 | 38 | 18 | 12 | 8  | 59 | 41 | +18 |
|  | 5.   | Fluminense       | 64 | 38 | 18 | 10 | 10 | 55 | 42 | +13 |
|  | 6.   | Grêmio           | 59 | 38 | 14 | 17 | 7  | 53 | 40 | +13 |
|  | 7.   | Palmeiras        | 58 | 38 | 15 | 13 | 10 | 51 | 37 | +14 |
|  | 8.   | Santos           | 54 | 38 | 14 | 12 | 12 | 52 | 51 | +1  |
|  | 9.   | Athl. Paranaense | 53 | 38 | 15 | 8  | 15 | 38 | 36 | +2  |
|  | 10.  | RB Bragantino    | 53 | 38 | 13 | 14 | 11 | 50 | 40 | +10 |
|  | 11.  | Ceará            | 52 | 38 | 14 | 10 | 14 | 54 | 51 | +3  |
|  | 12.  | Corinthians      | 51 | 38 | 13 | 12 | 13 | 45 | 45 | 0   |
|  | 13.  | Atl. Goianiense  | 50 | 38 | 12 | 14 | 12 | 40 | 45 | -5  |
|  | 14.  | Bahia            | 44 | 38 | 12 | 8  | 18 | 48 | 59 | -11 |
|  | 15.  | Sport Recife     | 42 | 38 | 12 | 6  | 20 | 31 | 50 | -19 |
|  | 16.  | Fortaleza        | 41 | 38 | 10 | 11 | 17 | 34 | 44 | -10 |
|  | 17.  | Vasco da Gama    | 41 | 38 | 10 | 11 | 17 | 37 | 56 | -19 |
|  | 18.  | Goiás            | 37 | 38 | 9  | 10 | 19 | 41 | 63 | -22 |
|  | 19.  | Coritiba         | 31 | 38 | 7  | 10 | 21 | 31 | 54 | -23 |
|  | 20.  | Botafogo         | 27 | 38 | 5  | 12 | 21 | 32 | 62 | -30 |

Legenda:
     Campione del Brasile e ammessa alla Coppa Libertadores e Supercopa do Brasil
     Ammesse alla fase a gironi della Coppa Libertadores
     Ammesse ai preliminari della Coppa Libertadores
     Ammesse alla fase a gironi della Coppa Sudamericana
     Retrocesse in Série B
Note:
Tre punti a vittoria, uno a pareggio, zero a sconfitta.

## Risultati

### Tabellone
|                  | ATG  | ATM  | ATP  | BAH  | BOT  | BRG  | CEA  | COR  | CTB  | FLA  | FLU  | FOR  | GOI  | GRE  | INT  | PAL  | SPA  | SAN  | SPO  | VAS  |
| ---------------- | ---- | ---- | ---- | ---- | ---- | ---- | ---- | ---- | ---- | ---- | ---- | ---- | ---- | ---- | ---- | ---- | ---- | ---- | ---- | ---- |
| Atl. Goianiense  | –––– | 3-4  | 1-1  | 1-1  | 1-1  | 2-1  | 0-2  | 1-1  | 3-1  | 3-0  | 2-1  | 2-0  | 0-1  | 1-1  | 0-0  | 0-3  | 2-1  | 1-1  | 1-1  | 0-0  |
| Atlético Mineiro | 3-1  | ---- | 0-2  | 1-1  | 2-1  | 2-1  | 2-0  | 3-2  | 2-0  | 4-0  | 1-1  | 2-0  | 3-0  | 3-1  | 2-2  | 2-0  | 3-0  | 2-0  | 0-0  | 4-1  |
| Atl. Paranaense  | 2-1  | 0-1  | ---- | 1-0  | 1-1  | 1-1  | 0-0  | 0-1  | 1-0  | 2-1  | 0-1  | 2-1  | 2-1  | 1-2  | 0-0  | 0-1  | 1-1  | 1-0  | 2-0  | 3-0  |
| Bahia            | 0-1  | 3-1  | 1-0  | ---- | 1-0  | 2-1  | 0-2  | 2-1  | 1-0  | 3-5  | 0-1  | 2-1  | 3-3  | 0-2  | 1-2  | 1-1  | 1-3  | 2-0  | 1-2  | 3-0  |
| Botafogo         | 1-3  | 2-1  | 0-2  | 1-2  | ---- | 1-2  | 2-2  | 0-2  | 0-0  | 0-1  | 1-1  | 1-2  | 0-0  | 2-5  | 0-2  | 2-1  | 1-0  | 0-0  | 0-1  | 2-3  |
| Bragantino       | 2-0  | 2-2  | 0-1  | 4-0  | 1-1  | ---- | 4-2  | 0-0  | 1-2  | 1-1  | 2-1  | 2-1  | 2-0  | 1-0  | 0-2  | 1-2  | 4-2  | 1-1  | 2-0  | 4-1  |
| Ceará            | 1-2  | 2-2  | 0-2  | 2-0  | 2-1  | 1-2  | ---- | 2-1  | 2-1  | 2-0  | 1-3  | 1-0  | 2-2  | 1-1  | 0-2  | 2-1  | 1-1  | 0-1  | 0-0  | 0-3  |
| Corinthians      | 0-0  | 1-2  | 3-3  | 3-2  | 2-2  | 0-2  | 2-1  | ---- | 3-1  | 1-5  | 5-0  | 1-1  | 2-1  | 0-0  | 1-0  | 0-2  | 1-0  | 1-1  | 3-0  | 0-0  |
| Coritiba         | 1-0  | 0-1  | 0-0  | 1-2  | 1-2  | 0-0  | 0-2  | 0-1  | ---- | 0-1  | 3-3  | 0-0  | 1-2  | 1-1  | 0-1  | 1-0  | 1-1  | 1-2  | 1-0  | 1-0  |
| Flamengo         | 1-1  | 0-1  | 3-1  | 4-3  | 1-1  | 1-1  | 0-2  | 2-1  | 3-1  | ---- | 1-2  | 2-1  | 2-1  | 1-1  | 2-1  | 2-0  | 1-4  | 4-1  | 3-0  | 2-0  |
| Fluminense       | 1-1  | 0-0  | 3-1  | 1-0  | 2-0  | 0-0  | 2-2  | 2-1  | 4-0  | 1-2  | ---- | 2-0  | 3-0  | 0-1  | 2-1  | 1-1  | 1-2  | 3-1  | 1-0  | 2-1  |
| Fortaleza        | 0-0  | 2-1  | 0-2  | 0-4  | 0-0  | 3-0  | 0-2  | 0-0  | 3-1  | 0-0  | 0-1  | ---- | 1-1  | 0-0  | 1-0  | 2-0  | 2-3  | 2-0  | 1-0  | 3-0  |
| Goias            | 2-0  | 1-0  | 0-1  | 1-1  | 2-0  | 0-0  | 0-4  | 1-2  | 3-3  | 0-3  | 2-4  | 1-3  | ---- | 0-0  | 1-0  | 1-0  | 0-3  | 2-3  | 1-0  | 1-1  |
| Grêmio           | 2-1  | 1-1  | 1-0  | 2-1  | 3-1  | 2-1  | 4-2  | 0-0  | 2-1  | 2-4  | 1-0  | 1-1  | 2-1  | ---- | 1-1  | 1-1  | 1-2  | 3-3  | 1-2  | 4-0  |
| Internacional    | 3-0  | 1-0  | 2-1  | 2-2  | 2-1  | 2-1  | 2-0  | 0-0  | 2-2  | 2-2  | 1-2  | 4-2  | 1-0  | 2-1  | ---- | 2-0  | 1-1  | 2-0  | 1-2  | 2-0  |
| Palmeiras        | 1-1  | 3-0  | 3-0  | 3-0  | 1-1  | 1-0  | 2-1  | 4-0  | 1-3  | 1-1  | 2-0  | 3-0  | 1-1  | 1-1  | 1-1  | ---- | 0-2  | 2-1  | 2-2  | 1-1  |
| San Paolo        | 3-0  | 3-0  | 1-0  | 1-1  | 4-0  | 1-1  | 1-1  | 2-1  | 1-1  | 2-1  | 3-1  | 1-0  | 2-1  | 0-0  | 1-5  | 1-1  | ---- | 0-1  | 1-0  | 1-1  |
| Santos           | 0-1  | 3-1  | 3-1  | 3-1  | 2-1  | 1-1  | 1-1  | 1-0  | 2-0  | 0-1  | 1-1  | 1-1  | 3-4  | 2-1  | 2-0  | 2-2  | 2-2  | ---- | 4-2  | 2-2  |
| Sport Recife     | 0-1  | 2-3  | 1-0  | 2-0  | 1-2  | 0-0  | 3-2  | 1-0  | 1-0  | 0-3  | 1-0  | 1-0  | 2-1  | 1-1  | 3-5  | 0-1  | 0-1  | 0-1  | ---- | 0-2  |
| Vasco da Gama    | 1-2  | 3-2  | 1-0  | 0-0  | 3-0  | 1-1  | 1-4  | 1-2  | 0-1  | 1-2  | 1-1  | 0-0  | 3-2  | 0-0  | 0-2  | 0-1  | 2-1  | 1-0  | 2-0  | –––– |